# Alfa Romeo 2300
O Alfa Romeo 2300 é um sedan de luxo de 4 portas e 5 lugares produzido no Brasil pela Fábrica Nacional de Motores (FNM) e, posteriormente, pela FIAT sob licença da Alfa Romeo italiana, entre os anos de 1974 e 1986.

## A História
Em 1967, a Alfa Romeo Brasil adquiriu o controle da estatal FNM, e entre os anos de 1974 a 1986 fabricou no Brasil seu modelo de luxo. Em 1987, a Alfa Romeo passou a ser controlada pela FIAT. Foi o único Alfa Romeo produzido fora da Itália e o mais moderno carro produzido no Brasil na década de 70, sendo vendido até metade dos anos 80. Tem câmbio 5 marchas, motor de 2300cc, quatro cilindros em linha com duplo comando de válvulas no cabeçote (DOHC), freio a disco nas quatro rodas e comando de embreagem hidráulico, coisas inéditas no país.  
Nas versões 2300 B (1975), 2300 Rio (1978), 2300 Ti (1978) e 2300 Ti 4 (1985), o motor é alimentado por dois carburadores Solex 40 ADDHE horizontais, rendendo 149 cv, permitindo o alcance de 174km/h de velocidade máxima, igualando aos motores V8 americanos. Veículo confortável com pretensões esportivas, transmitia a imagem de segurança por oferecer cintos de segurança de três pontos para motoristas e passageiros e freios a disco. Oferecia como itens de fábrica painel completo (conta-giros, voltímetro, barômetro, sensor de desgaste das pastilhas de freio), banco traseiro bi-partido, encostos de cabeça para motorista e passageiros, ar condicionado, direção hidráulica progressiva e comandos elétricos das travas, vidros, retrovisores e porta-malas (a partir de 1983). Também possuía abertura elétrica do tanque de combustível, que comportava 100 litros, fornecendo boa autonomia quando os postos fechavam em feriados e finais de semana.

## A origem

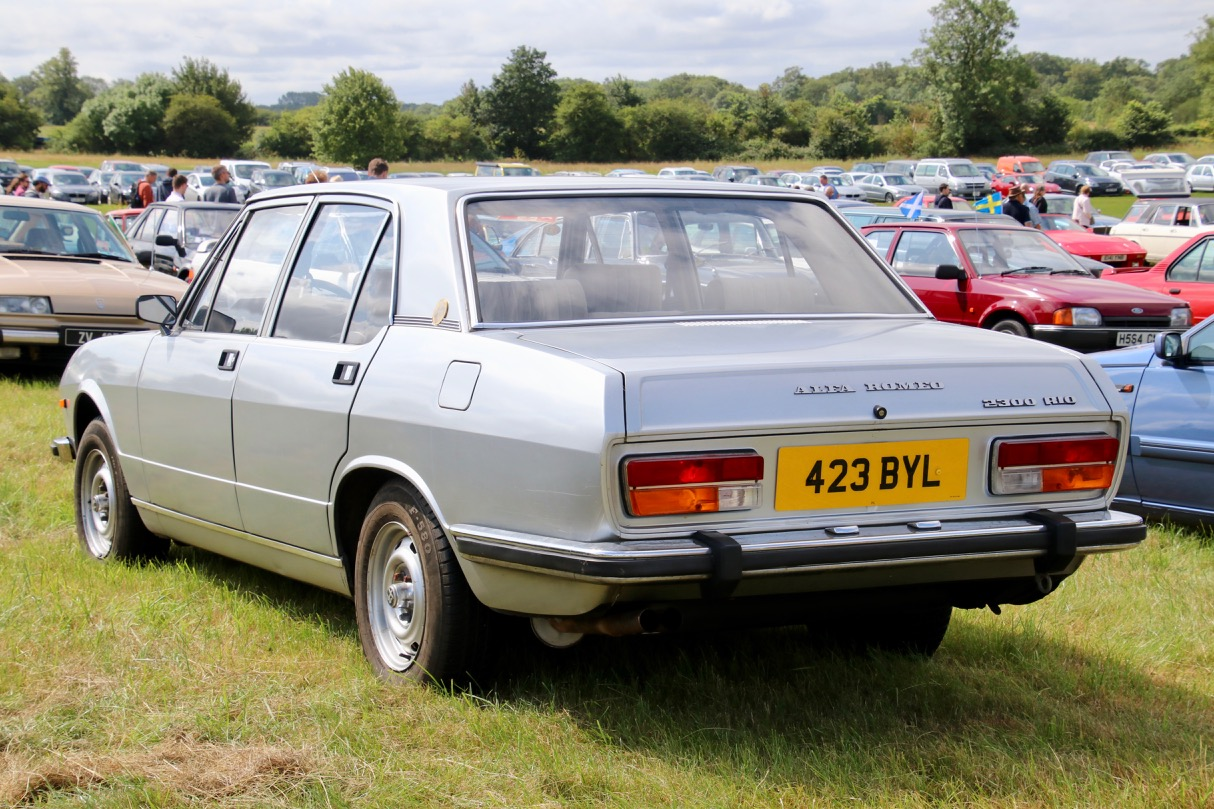
Vista traseira do modelo 2300 Rio.

O projeto Alfa 2300 nasceu na Itália, batizado de projeto 102/12. O modelo ficou pronto em 1971, sendo enviado ao Brasil para testes em 1972. Foi projetado inteiramente na Itália especificamente para o mercado brasileiro, onde foi vendido sob o slogan "O importado fabricado no Brasil", sendo também o único Alfa Romeo fabricado fora da Itália (África do Sul, Portugal e Paraguai eram CKD). Na época estudava-se a adoção de motores 4 e 6 cilindros em linha e V6, tendo alguns modelos testados com essas motorizações, mas devido a crise mundial do petróleo nos anos 70 e do governo militar brasileiro, as dificuldades de importação forçaram a fábrica adotar o motor 4 cilindros, oriundo do Alfa 1900, retrabalhado para deslocar 2310cc, acoplado a uma transmissão de cinco marchas vindo da série 105. Foram trazidos alguns equipamentos da fábrica de Portello, desativada pouco tempo antes. A nova fábrica da recém nascida série 105, havia sido inaugurada em Arese, onde hoje funciona o Museu da marca.

## Curiosidade
A Autodelta fez sob o motor da 2300 o primeiro Twin Spark, que passaria depois a ser adotado pela Alfa Romeo em modelos futuros, como a 145 e 156. Muitas peças da Alfa Romeo 2300 e as Alfa Romeo séries 105 são recambiáveis entre si.

## Dados técnicos
| Modelo           | Motor       | Potência Máxima                                                    | Torque Máximo                                                          | Alimentação           | Acceleração 0–100 km/h | Velocidade Máxima | Fonte                      |
| ---------------- | ----------- | ------------------------------------------------------------------ | ---------------------------------------------------------------------- | --------------------- | ---------------------- | ----------------- | -------------------------- |
| 2300 (1974)      | 2.310 cc I4 | 103 kW / 140 cv at 5700 rpm                                        | 214 Nm / 158 lb·ft at 3,500 rpm                                        | 1 Carburador duplo    | ? segundos             | 163 km/h          |                            |
| 2300 Rio (1978)  | 2.310 cc I4 | 96,4 kW / 132cv (DIN) at 5500 rpm                                  | 196 Nm / 20 mkgf at 3,000 rpm                                          | 2 Carburadores duplos | 11,0 segundos          | 188 km/h          |                            |
| 2300 Ti (1976)   | 2.310 cc I4 | 110 kW / 149cv (SAE) at 5700 rpm                                   | 235 Nm / 173 lb·ft at 3,500 rpm                                        | 2 Carburadores duplos | 14,0 segundos          | 174 km/h          |                            |
| 2300 Ti 4 (1980) | 2.310 cc I4 | 120 kW / 149cv (SAE) at 5700 rpm 95,7 kW / 130cv (DIN) at 5500 rpm | 235 Nm / 173/lbft (SAE) at 3,500rpm 183235 Nm/19mkgf (DIN) at 4,000rpm | 2 Carburadores duplos | 11,0 segundos          | 188 km/h          | Revista Quatro Rodas, 2020 |